# Vonitra
Genre
Synonymes
- Antongilia   Jum. (1928)

 Vonitra  est un genre de plantes à fleurs de la famille des Arecaceae (les palmiers). Ce genre, précédemment synonymisé, a été recrée après une nouvelle étude phylogénomique de la sous-tribu des Dypsidinae  (Eiserhardt et al.) en 2022.

## Classification
- Sous-famille des Arecoideae
  - Tribu des Areceae
    - Sous-tribu des Dypsidinae [1]

Ce genre partage sa sous-tribu avec les genres suivant:  Dypsis, Chrysalidocarpus , Lemurophoenix, Marojejya, Masoala ,.

## Espèces
Ceci est la liste des 4 espèces acceptées par la base Powo, à partir de  la grande modification de 2022 (Eiserhardt et al.). Cette étude phylogénomique reprend tout le genre Dypsis en transférant certaines espèces  vers une résurrection de deux genres précédemment synonymisés Chrysalidocarpus et Vonitra. Les clefs vers ce genre préfigure des palmiers généralement avec des gaines foliaires marcescentes, visiblement fibreuses, généralement étendues apicalement en une ligule qui se désagrège en une masse de fibres ; inflorescence à pédoncule plus long que le rachis, avec des rachilles à l'anthèse rayonnant à partir de l'extrémité du pédoncule.
La base de données de  Kew Royal Botanic Gardens, Plants of the World Online, ne prend en compte, sur cette révision à la suite de l'étude de Eiserhardt, que quatre taxons sur les neufs proposés pour rejoindre le genre Vonitra  dans l'étude Phylogenomics and generic limits of Dypsidinae (Arecaceae).... Ceci n'est nullement le fait d'une divergence de vue dans l'étude de ces taxons, mais c'est simplement la conséquences d'un manque de moyens attribués à la recherche et aux études en botanique. Vonitra va donc encore rester, un certain temps avec seulement ces quelques espèces.      
- Vonitra crinita  Jum. & H.Perrier
- Vonitra fibrosa  (C.H.Wright) Becc.
- Vonitra nossibensis  (Becc.) H.Perrier
- Vonitra utilis   Jum.